# Reacció de Jarisch-Herxheimer
La reacció de Jarisch-Herxheimer és una reacció a endotoxines desencadenada per la mort d'organismes nocius a l'interior del cos.

## Presentació
S'assembla a la sèpsia bacteriana i pot ocórrer després de l'inici d'antibiòtics, com ara la penicil·lina o les tetraciclines, per al tractament de diverses malalties infeccioses. Està ben establerta l'associació entre l'alliberament de proteïnes termoestables d'espiroquetes i la reacció. Típicament, la mort d'aquests bacteris i l'alliberament associat d'endotoxines o lipoproteïnes es produeix més ràpid d'allò que el cos pot eliminar les substàncies. En general, es manifesta en unes poques hores de la primera dosi d'antibiòtic com febre, calfreds, hipotensió, mal de cap, taquicàrdia, hiperventilació, vasodilatació amb enrogiment, miàlgies (dolor muscular), exacerbació de lesions de la pell i ansietat. La intensitat de la reacció indica la gravetat de la inflamació. La reacció normalment es produeix dins de les dues hores de l'administració del fàrmac i sol ser de caràcter autolimitat.

## Tractament
La profilaxi i el tractament amb un agent d'antiinflamatori poden parar la progressió de la reacció. L'àcid acetilsalicílic oral o la prednisona oral o intravenosa ha estat utilitzats com a tractament coadjuvant, encara que els esteroides generalment no aporten cap benefici. Els pacients han de ser controlats estretament per les complicacions potencials (col·lapse i xoc) i pot requerir fluids intravenosos per mantenir una pressió sanguínia adequada. Si es troba disponible, el meptazinol, un antagonista opioide, hauria de ser administrat per reduir la severitat de la reacció. Els anti-TNFa també podrien ser eficaços.

## Etiologia
La reacció de Jarisch-Herxheimer s'associa clàssicament al tractament amb penicil·lina de la sífilis, amb una durada de la simptomatologia de normalment unes quantes hores. La reacció també ha estat observada en altres malalties causades per espiroquetes com la borreliosi (malaltia de Lyme i leptospirosi) i a la febre Q. També s'han descrit casos en la bartonel·losi (incloent-hi la malaltia per esgarrapada de gat), brucel·losi, febre tifoidea, i triquinosi.

## Fisiopatologia
A la reacció de Jarisch-Herxheimer s'ha demostrat un increment de citocines inflamatòries durant el període d'exacerbació, incloent-hi el factor de necrosi tumoral alfa, la interleucina-6 i la interleucina-8.

## Història
Tant Adolf Jarisch, un dermatòleg austríac, com Karl Herxheimer, un dermatòleg alemany, estan acreditats com els descobridors d'aquesta reacció. Ambdós van observar reaccions en pacients amb sífilis tractats amb mercuri. La reacció havia estat primerament observada en el seguiment del tractament del fases inicials i tardanes de la sífilis tractades amb arsfenamina, mercuri o antibiòtics. S'ha descrit en el 50% dels pacients amb sífilis primària i en el 90% del pacients amb sífilis secundària.